# 诺恩 (艾费尔火山县)
诺恩是德国莱茵兰-普法尔茨州的一个市镇。总面积11.08平方公里，总人口432人，其中男性211人，女性221人（2011年12月31日），人口密度39人/平方公里。